# The Operational Art of War II: Modern Battles
The Operational Art of War II: Modern Battles est un jeu vidéo de type wargame développé et publié par  TalonSoft en 1999 sur PC. Il fait suite à The Operational Art of War, publié en 1998. Le jeu couvre une période qui s’étend de la fin de la Seconde Guerre mondiale jusqu’au début du XXIe siècle. Il simule des conflits à l’échelle opérationnelle, c’est-à-dire entre les échelons tactique et stratégique, avec une certaine importance donnée au réalismes et à la gestion du ravitaillement. Il a bénéficié d’une extension, The Operational Art of War II: Flashpoint Kosovo, qui se concentre sur l’invasion de la Yougoslavie par l’OTAN en 1999 et sur d’autres conflits de la fin du XXe siècle.

## Accueil
| The Operational Art of War II |      |       |
| Média                         | Pays | Notes |
| Computer Gaming World         | US   | 3.5/5 |
| Cyber Stratège                | FR   | 4/5.  |
| GameSpot                      | US   | 87%   |
| IGN                           | US   | 85%   |